# Scapophyllia
Genre
Scapophyllia est un genre de coraux durs de la famille des Meandrinidae.

## Liste d'espèces
Le genre Scapophyllia comprend, selon World Register of Marine Species (9 juillet 2015) et ITIS (9 juillet 2015) l'espèce suivante :
- Scapophyllia cylindrica Milne Edwards & Haime, 1849